# Protection paracyclonique au Bangladesh

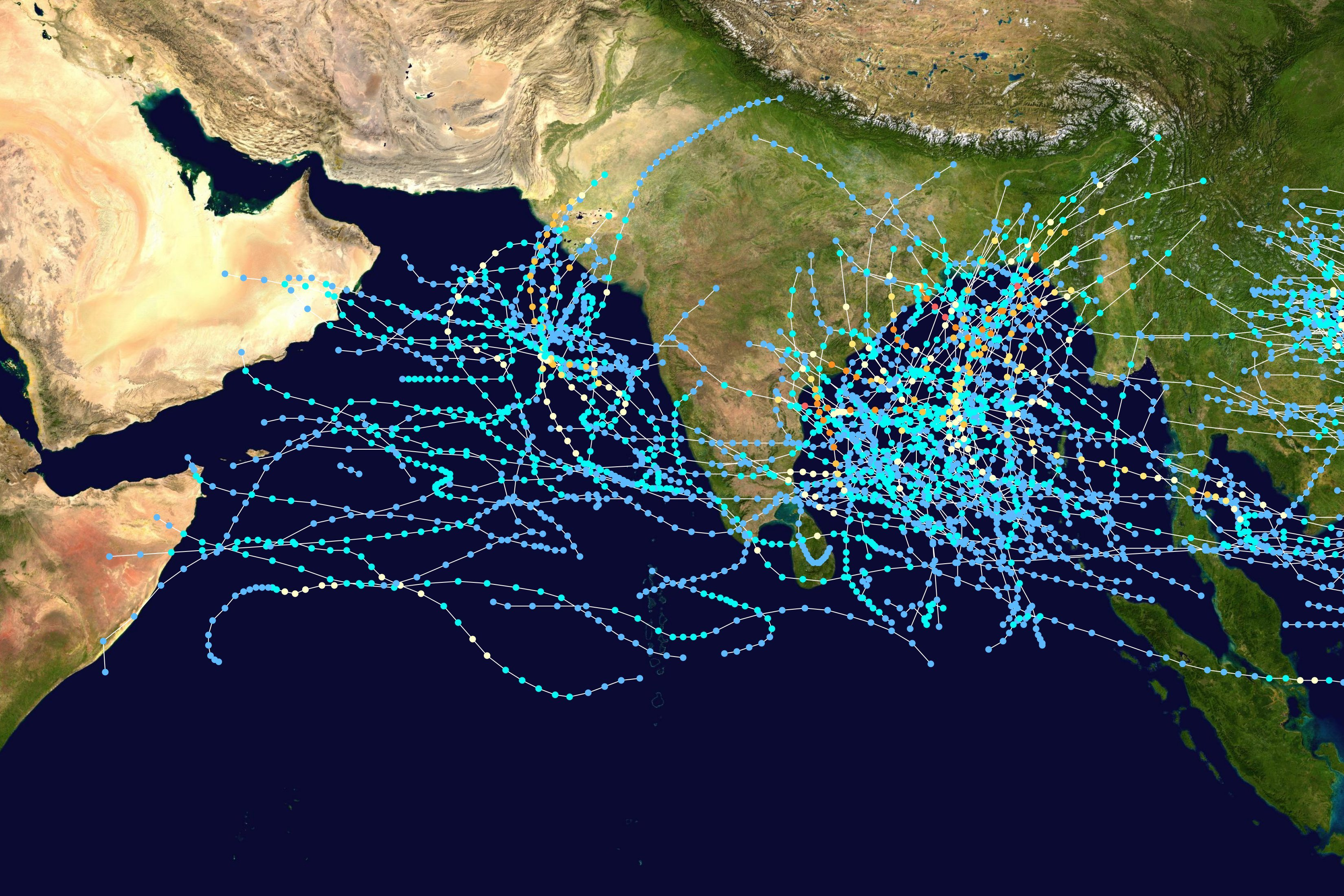
Trajectoire des cyclones de l'Océan Indien nord (1980-2005) avec prédominante dans le Golfe du Bengale

La protection anti-cyclone au Bangladesh est un système de protection civile développé par ce pays pour mettre à l'abri les populations des effets dévastateurs des cyclones tropicaux.

## Situation météorologique
Le golfe du Bengale, où se trouve le Bangladesh, est particulièrement vulnérable face aux cyclones tropicaux. En effet, leur fréquence y est importante, le golfe a la forme d'un entonnoir peu profond et en plus le terrain est en général peu élevé par rapport au niveau de la mer. Le golfe porte ainsi le surnom de capitale des ondes de tempêtes. Ceci est particulièrement vrai dans la région du delta du Gange où celles-ci peuvent pénétrer loin à l'intérieur des terres et inonder de vastes régions. On a recensé 142 systèmes tropicaux d'intensité modérée à violente entre 1582 et 1991, certains donnant des onde de tempête de plus de huit mètres de haut. Ceci s'ajoute aux effets des vents violents et des pluies torrentielles et on a déploré des centaines de milliers de victimes durant cette période. Le cyclone de Bhola de 1970, le plus dévastateur de l'histoire, a tué entre 300 000 et 500 000 personnes au Pakistan oriental (maintenant Bangladesh). En 1991, le cyclone Gorky fit 138 000 victimes dans la même région.

## Programme

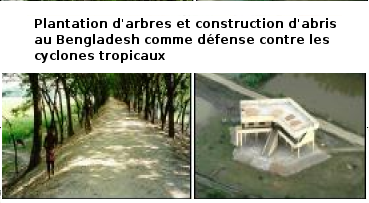
Abri collectif sur pilotis.

Depuis ces événements, le Bangladesh s'est protégé en construisant 4 000 abris collectifs sur pilotis le long des côtes. Situés à quatre mètres du sol, ces abris laissent passer les vagues et les débris charriés par l'eau. Pouvant contenir entre 500 et 5 000 personnes, ils sont équipés de réserves de nourritures, d'eau potable et de toilettes. Les escaliers d'accès ont été spécialement élargis pour permettre l'accès à un maximum de personnes dans un délai très court.
L'alerte cyclonique, déclenchée par les services météorologiques, est relayée par des volontaires du Croissant Rouge présents dans chaque village. Un système de drapeaux flottants dans les marchés signale le niveau de dangerosité. Lors d'une alerte, des enfants circulent dans les rues enjoignant à la population, à l'aide de mégaphones, l'ordre de se rendre dans les abris. Le système anti-cyclone est financé par le gouvernement, l'Union européenne et l'Arabie saoudite. Cette dernière se sert des abris comme écoles coraniques lorsqu'il n'y a pas d'alerte. 
En 1997, un cyclone d'une même ampleur que celui de 1991 ne fit seulement que 150 morts grâce à ce programme.

## Problèmes
Le système n'est cependant pas parfait. Beaucoup de personnes ne quittent leur habitation qu'une fois celle-ci submergée par les eaux, par peur des pillages. 
En novembre 2007, plusieurs heures avant que le cyclone Sidr ne frappe le littoral, l'alerte cyclonique avait fait accourir dans les abris anti-cycloniques une bonne partie de la population des zones à risques. Cependant, certains sont retournés à leurs maisons, lassés d'attendre la tempête et pensant qu'il s'agissait d'une fausse alerte comme celle au tsunami lancée au mois de septembre précédent. Les fonctionnaires locaux ont tenté en vain de les persuader de l'arrivée imminente du cyclone. D'autres ne se sont jamais rendus et des milliers de Bengalis furent ainsi tués parce qu'ils n'avaient pas pris au sérieux les appels des autorités.